# サン・ピエトロ・ディ・カドーレ
サン・ピエトロ・ディ・カドーレ（伊: San Pietro di Cadore）は、イタリア共和国ヴェネト州ベッルーノ県にある、人口約1,500人の基礎自治体（コムーネ）。

## 地理

### 位置・広がり

#### 隣接コムーネ
隣接するコムーネは以下の通り。括弧内のATはオーストリア領（AT-7はチロル州）を示す。
- オーバーティリアッハ  （英語版） (AT-7)
- サン・ニコロ・ディ・コメーリコ
- サント・ステーファノ・ディ・カドーレ
- ウンターティリアッハ （英語版） (AT-7)

### 気候分類・地震分類
気候分類では、zona F, 4322 GGに分類される。
また、イタリアの地震リスク階級 (it) では、zona 3 (sismicità bassa) に分類される。

## 行政

### 分離集落
サン・ピエトロ・ディ・カドーレには、以下の分離集落（フラツィオーネ）がある。
- Costalta, Mare, Presenaio, Valle